# Persone di nome Abū
| Questa pagina contiene informazioni ricavate automaticamente dalle voci biografiche con l'ausilio del template Bio e di un bot. L'aggiornamento è periodico e automatico e ricostruisce completamente la pagina. Se manca una persona in questa lista, sei pregato di non aggiungerla, ma accertati piuttosto che la sua voce biografica contenga il template Bio e che i dati anagrafici siano correttamente compilati. Se il template Bio manca, inseriscilo tu stesso o, in alternativa, metti l'avviso {{tmp\|Bio}} che ne segnala la mancanza. Se i dati riportati sono sbagliati, correggi direttamente la voce biografica; le modifiche saranno visibili in questa lista entro pochi giorni. Per chiarimenti vedi il progetto antroponimi. La lista contiene solo le 299 persone che sono citate nell'enciclopedia e per le quali è stato implementato correttamente il template Bio. Pagina aggiornata al 16 ott 2024. |

Questa è una lista di persone presenti nell'enciclopedia che hanno il prenome Abū, suddivise per attività principale.

## Agronomi(1)
- Ibn al-Awwam, agronomo e naturalista arabo (Siviglia)

## Ammiragli(1)
- 'Abd Allāh ibn Saʿd ibn Abī l-Sarḥ, ammiraglio (La Mecca - Ascalona)

## Architetti(1)
- Muhammad ibn 'Ali al-Ishbili, architetto (Siviglia - Fès, † 1314)

## Astrologi(2)
- Albohazen Haly, astrologo arabo (Tunisia)
- Abu 'Ali al-Khayyat, astrologo arabo (Baghdad)

## Astronomi(11)
- Maslama ibn Ahmad al-Majriti, astronomo arabo (Madrid)
- Abu l-Fath al-Khazini, astronomo e fisico bizantino (n. 1115 - † 1155)
- Abu Ja'far al-Khazin, astronomo e matematico persiano (Khorasan, n. 900 - † 971)
- Ibn al-Kammad, astronomo e astrologo arabo (Siviglia)
- Al-Zarqali, astronomo e astrologo arabo (Toledo, n. 1029 - Siviglia, † 1087)
- Nur al-Din al-Bitruji, astronomo e filosofo arabo (Pedroche - † 1204)
- Kushyar ibn Labban, astronomo, matematico e geografo persiano (Gilan, n. 971 - Baghdad, † 1029)
- Ibn al-Ha'im al-Ishbili, astronomo e matematico arabo (Siviglia, n. 1213)
- Ibn Yunus, astronomo egiziano (Fustat, n. 950 - Il Cairo, † 1009)
- Abu Nasr Mansur, astronomo e matematico persiano (Gīlān, n. 970 - Ghazni, † 1036)
- Al-Nayrizi, astronomo e matematico persiano (Nayrīz, n. 865 - † 922)

## Attivisti(1)
- Abu Nidal, attivista, politico e terrorista palestinese (Giaffa, n. 1937 - Baghdad, † 2002)

## Bibliografi(1)
- Ibn al-Nadim, bibliografo e storico arabo († 995)

## Biologi(1)
- Al-Asma'i, biologo, zoologo e botanico arabo (Bassora, n. 740 - Bassora, † 831)

## Chirurghi(1)
- Abu al-Qasim al-Zahrawi, chirurgo, chimico e medico arabo (Madinat al-Zahra', n. 936 - Cordova, † 1013)

## Condottieri(3)
- Sayf al-Dawla, condottiero arabo (n. 916 - Aleppo, † 967)
- Abu Zayd al-Hilali, condottiero arabo
- Abu 'Ubayd ibn Mas'ud al-Thaqafi, condottiero arabo (Ta'if - † 634)

## Enciclopedisti(1)
- Ibn Qutayba, enciclopedista persiano (Kufa, n. 828 - Baghdad, † 889)

## Esploratori(1)
- Ibn Rusta, esploratore e geografo persiano (Rosta)

## Filologi(2)
- Abu 'Ubayda Ma'mar ibn al-Muthanna, filologo e storico persiano (Bassora, n. 728 - Bassora, † 825)
- Abū ʿAlī Ismāʿīl b. al-Qāsim, filologo arabo (Malazgirt, n. 901 - Cordova, † 967)

## Filosofi(2)
- Al-Farabi, filosofo (Otrar, n. 870 - Damasco, † 950)
- Abu Bishr Matta ibn Yunus, filosofo e traduttore arabo († 940)

## Funzionari(1)
- Abu Abdallah Jayhani, funzionario persiano († 925)

## Genealogisti(1)
- 'Abd al-Karim al-Sam'ani, genealogista arabo (Merv, n. 1113 - Merv, † 1166)

## Generali(5)
- Al-'Adil ibn al-Sallar, generale e politico arabo (Il Cairo, † 1153)
- Abu l-Qasim Ali, generale arabo (Sicilia - Capo Colonna, † 982)
- Abu Bakr Yunis Jabr, generale e politico libico (Gialo, n. 1952 - Sirte, † 2011)
- Abu Muslim, generale arabo († 755)
- Abu Ali al-Anbari, generale iracheno (Mosul - al-Ash, † 2016)

## Geografi(5)
- Abu Muhammad al-Hasan al-Hamdani, geografo e astronomo arabo (Sana'a, n. 893 - Rayda, † 945)
- Ibn Khordadhbeh, geografo persiano (n. 820 - † 911)
- Al-Istakhri, geografo persiano (Istakhr - † 957)
- Ibn Sa'id al-Maghribi, geografo, storico e poeta arabo (Alcalá la Real, n. 1213 - Tunisi, † 1286)
- Ibn Durayd, geografo, poeta e filologo arabo (Bassora, n. 837 - Baghdad, † 933)

## Giuristi(15)
- Al-Nawawi, giurista (n. 1234 - † 1278)
- Qadi al-Nu'man, giurista (Ifriqiya - † 974)
- Ali ibn al-Madini, giurista (Iraq, n. 778 - † 849)
- Abu Ishaq al-Shirazi, giurista arabo (Firuzabad, n. 1003 - Baghdad, † 1083)
- Ibn Hubayra, giurista arabo (Dur, n. 1104 - Baghdad, † 1165)
- Shaykh al-Tusi, giurista e teologo persiano (Ṭūs, n. 996 - Najaf, † 1067)
- Abu Hashim, giurista arabo (al-Humayma)
- Al-Mawardi, giurista, sociologo e politologo arabo (n. 972 - † 1058)
- Al-Daraqutni, giurista arabo (Baghdad, n. 918 - Baghdad, † 995)
- Ibn Shahrashub, giurista persiano (Sari, n. 1095 - Aleppo, † 1192)
- Tirmidhi, giurista persiano (Termez, n. 825 - Termez, † 892)
- Ibn Jurayj, giurista e storico arabo (La Mecca, n. 699 - Baghdad, † 766)
- Ibn Abi Zayd, giurista berbero (Qayrawan, n. 922 - Qayrawan, † 996)
- Muhammad ibn Idris al-Shafi'i, giurista e imam arabo (Gaza, n. 767 - al-Fustat, † 820)
- Abu Bakr ibn al-Arabi, giurista arabo (Siviglia, n. 1076 - Fez, † 1148)

## Grammatici(2)
- Sibawayhi, grammatico, filosofo e arabista persiano (Bayḍāʾ - Bayḍāʾ, † 793)
- Ibn Jinnī, grammatico arabo (Mosul, n. 920 - Baghdad, † 1002)

## Imam(7)
- Al-Mustanṣir bi-llāh, imam siriano (Il Cairo, n. 1029 - Egitto, † 1094)
- Al-Zafir, imam (Il Cairo, n. 1133 - Il Cairo, † 1154)
- Abu l-Qasim Tayyib, imam
- Al-'Aziz bi-llah, imam arabo (Mahdia, n. 955 - Il Cairo, † 996)
- Musa al-Kazim, imam (al-Abwāʾ, n. 745 - Baghdad, † 799)
- Al-Musta'li, imam (Il Cairo, n. 1074 - Il Cairo, † 1101)
- ʿUbayd Allāh al-Mahdī, imam (ʿAskar Mukram - Mahdia, † 934)

## Letterati(2)
- Abu Hayyan al-Tawhidi, letterato arabo (Baghdad - Shiraz, † 1023)
- Ibn Sallam al-Jumahi, letterato e filologo arabo (Bassora, n. 756 - Baghdad)

## Matematici(14)
- Abu Kamil Shuja ibn Aslam, matematico egiziano
- Al-Uqlidisi, matematico arabo
- Ibn Mu'adh al-Jayyani, matematico e astronomo arabo (Cordova, n. 989 - Jaén, † 1079)
- Al-Biruni, matematico, filosofo e scienziato persiano (Corasmia, n. 973 - Ghazna, † 1048)
- Thābit ibn Qurra, matematico e astronomo siro (Harran, n. 826 - Baghdad, † 901)
- Al-Karaji, matematico persiano (Karaj, n. 953 - † 1029)
- Muḥammad ibn Mūsā al-Khwārizmī, matematico, astronomo e geografo persiano (Corasmia)
- Abū l-Hasan ibn ʿAlī al-Qalaṣādī, matematico e giurista arabo (Baza, n. 1412 - Béja, † 1486)
- Abū ʿAbd Allāh Yaʿīsh al-Umawī, matematico arabo (al-Andalus - Damasco, † 1489)
- Abu Sa'id Ahmad ibn Muhammad ibn 'Abd al-Jalil al-Sijzi, matematico, astronomo e astrologo persiano (n. 945 - † 1020)
- Ibn al-Banna al-Marrakushi, matematico e astronomo arabo (Marrakech, n. 1256 - Marrakech, † 1321)
- Ibn Sahl, matematico, fisico e ottico persiano (n. 940 - † 1000)
- Ahmad ibn Yusuf, matematico, astronomo e medico arabo (Baghdad, n. 835 - Il Cairo, † 912)
- ʿAbd al-Qāhir al-Baghdādī, matematico arabo (Baghdad - † 1037)

## Medici(10)
- Rhazes, medico, alchimista e filosofo persiano (Rey, n. 865 - Rey, † 925)
- Ali ibn Ridwan, medico egiziano (Giza)
- Abu al-Salt, medico, astronomo e alchimista arabo (Dénia, n. 1068 - Béjaïa, † 1134)
- Ibn al-Dhahabi, medico e chimico arabo (Sohar - Valencia, † 1033)
- Ibn Butlan, medico arabo (Baghdad, n. 1001 - Antiochia di Siria, † 1052)
- Abu l-Faraj al-Tayyib, medico e teologo arabo (n. 980 - Baghdad, † 1043)
- Yuhanna ibn Masawayh, medico e traduttore siro (Jundishapur, n. 777 - Samarra, † 857)
- Abū Zayd al-Balkhī, medico, geografo e psicologo persiano (Shamistiyān, n. 850 - † 934)
- Ibn Zuhr, medico e chirurgo arabo (Siviglia, n. 1091 - Siviglia, † 1161)
- Ali ibn Rabban al-Tabari, medico persiano (n. 838 - † 870)

## Mercanti(4)
- Ibn Hawqal, mercante e geografo arabo (Nisibin - † 988)
- Abū l-ʿĀṣ Laqīṭ b. al-Rabīʿ, mercante arabo (La Mecca - Medina, † 634)
- Abu Lahab, mercante e politico arabo (La Mecca - † 624)
- Abu Sufyan, mercante arabo (La Mecca, n. 565 - Medina, † 650)

## Militari(1)
- Abu Sulayman al-Naser, militare e terrorista iracheno († 2011)

## Mistici(8)
- Ibn Abbad al-Rundi, mistico marocchino (Ronda, n. 1333 - Fès, † 1390)
- Abd Allah Ansari di Herat, mistico persiano (Herat, n. 1006 - † 1088)
- Ibn Sab'in, mistico e filosofo arabo (Murcia - La Mecca)
- Abu Bakr Muhammad ibn Sirin al-Ansari, mistico arabo (Bassora, n. 653 - Bassora, † 729)
- Abu l-Hasan al-Shadhili, mistico berbero (n. 1196 - † 1258)
- Junayd, mistico persiano (Baghdad, n. 835 - Baghdad, † 910)
- Al-Mīrtulī, mistico e poeta arabo (Mértola, n. 1128 - Siviglia, † 1207)
- Abu Saʿīd ibn Abi l-Khayr, mistico persiano (Mayhana, n. 967 - † 1049)

## Musicisti(1)
- Al-Kindi, musicista, astrologo e matematico arabo († 873)

## Personalità religiose(1)
- Abu Yazid, personalità religiosa berbero (n. 873 - † 947)

## Poeti(19)
- Abu Nuwas, poeta arabo (Ahvaz, n. 756 - Baghdad, † 815)
- Abu Tammam, poeta e filologo arabo (Jasim, n. 805 - Mosul, † 845)
- Abu Mihjan, poeta arabo (Ta'if - Nāsiʿ, † 638)
- Ibn Faraj al-Jayyani, poeta e storico arabo
- Al-Shushtari, poeta (Guadix, n. 1212 - Ṭīna, † 1269)
- Abu Mansur Daqiqi, poeta persiano (Khorasan)
- Abu l-Hasan 'Ali al-Hujviri, poeta persiano (Hujvīr - Lahore, † 1077)
- Ibn Quzmān, poeta arabo (Cordova, n. 1078 - Cordova, † 1160)
- Ibn Zamrak, poeta arabo (Granada, n. 1333 - † 1393)
- Abu l-'Atahiya, poeta arabo (n. 748)
- Abū l-Faraj al-Iṣfahānī, poeta e letterato arabo (Esfahan, n. 897 - Baghdad, † 967)
- Al-'Ajjaj, poeta arabo (Arabia - Mesopotamia, † 715)
- Al-Ballanūbī, poeta arabo (Villa Noba - Egitto)
- Abu l-Aswad al-Du'ali, poeta e grammatico arabo (Bassora, † 680)
- Abū Firās al-Hamdānī, poeta arabo (n. 932 - † 968)
- Al-Ma'arri, poeta e letterato arabo (Ma'arrat al-Nu'man, n. 973 - Ma'arrat al-Nu'man, † 1058)
- Al-Mutanabbi, poeta arabo (Kufa, n. 915 - † 965)
- Muhalhil, poeta arabo
- Abu Bakr ibn Yahya al-Suli, poeta e storico arabo (Gorgan, n. 880 - Bassora, † 946)

## Politici(7)
- Abu Ali Mustafa, politico palestinese (Arrabah, n. 1938 - Al-Bireh, † 2001)
- Abu Qatada, politico giordano (Betlemme, n. 1960)
- Tamim ibn Yusuf, politico berbero
- Abu l-Fadl 'Allami, politico e storico indiano (Agra, n. 1511 - Narwar, † 1602)
- Ja'far ibn Yahya al-Barmaki, politico persiano (Baghdad, n. 767 - Baghdad, † 803)
- Ja'far al-Mushafi, politico (Cordova, † 983)
- Yūsuf ibn al-Kalbī, politico arabo (Palermo - Il Cairo)

## Religiosi(1)
- Abū Ghānim al-Khurāsānī, religioso

## Scienziati(2)
- Ahmad ibn Muhammad ibn Kathir al-Farghani, scienziato, astronomo e astrologo persiano (Valle di Fergana - † 861)
- Zakariyya al-Qazwini, scienziato persiano (Qazvin, n. 1203 - Baghdad, † 1283)

## Scrittori(6)
- Ibn Juzayy, scrittore (Granada, n. 1321 - Fès, † 1357)
- ʿAbd Allāh ibn al-Muqaffaʿ, scrittore persiano (Baghdad, † 756)
- Al-Tanukhi, scrittore arabo (Bassora, n. 941 - † 994)
- Abu Mansur al-Tha'alibi, scrittore persiano (Nishapur, n. 961 - † 1038)
- Abū Ḥafṣ ʿUmar ibn Makkī aṣ-Ṣiqillī, scrittore († 1108)
- Ahmad ibn Muhammad al-Tha'labi, scrittore persiano (Nishapur - Nishapur, † 1035)

## Sovrani(12)
- Al-Zahir li-iʿzaz al-Din Allah, sovrano egiziano (Il Cairo, n. 1005 - † 1036)
- Abu al-Qasim Muhammad ibn Abbad, sovrano arabo (Siviglia - Siviglia, † 1042)
- Abu Sa'id Uthman I, sovrano (Tlemcen, † 1304)
- Abu Zayyan Muhammad I, sovrano (Tlemcen, † 1308)
- Abu Hammu Musa I, sovrano († 1318)
- Abu Tashfin Abd al-Rahman I, sovrano (Tlemcen, † 1337)
- Abu Mansur Wahsudan, sovrano curdo (Maymand - † 1059)
- Aurangzeb, sovrano indiano (Dahod, n. 1618 - Ahmednagar, † 1707)
- Duqaq I, re († 1104)
- Abu Sa'id Mirza, sovrano persiano (Samarcanda, n. 1424 - Herat, † 1469)
- Al-'Adid, sovrano egiziano (Il Cairo, n. 1151 - Il Cairo, † 1171)
- Al-Malik al-Afdal 'Ali, sovrano curdo (Egitto, n. 1169 - Samosata, † 1225)

## Storici(19)
- Al-Azraqi, storico arabo (La Mecca - † 864)
- Abu Muhammad Mahmud al-'Ayni, storico arabo (al-'Ayntab, n. 1361 - Il Cairo, † 1451)
- Al-Azimi, storico arabo (n. 1090 - † 1161)
- Miskawayh, storico e filosofo persiano (Rey, n. 932 - Esfahan, † 1030)
- Hakim al-Nishaburi, storiografo arabo (Nishapur, n. 933 - Nishapur, † 1014)
- Al-Mada'ini, storico e letterato arabo (Bassora, n. 752 - Baghdad)
- Abu Sulayman Banakati, storico persiano (Kondor - † 1330)
- Ibn Hisham, storico arabo (Bassora - Egitto, † 833)
- Abu al-Hasan 'Ali al-Mas'udi, storico, geografo e viaggiatore arabo (Baghdad, n. 897 - al-Fustat, † 957)
- Ṭabarī, storico, teologo e astrologo persiano (Amol, n. 839 - Baghdad, † 923)
- Al-Waqidi, storico arabo (Medina, n. 747 - Baghdad, † 823)
- Ibn Abi Zarʿ, storico arabo
- Sa'id al-Andalusi, storico, astronomo e matematico arabo (Almería, n. 1029 - Toledo, † 1070)
- Abu Hanifa al-Dinawari, storico (Dinavar)
- Ibn Abī Yaʿlā, storico e giurista arabo (Baghdad, n. 1059 - Baghdad, † 1131)
- Al-Sha'bi, storico e giurista arabo (Kufa)
- Abu Mikhnaf, storico arabo
- Ibn Abd al-Hakam, storico arabo (al-Fusṭāṭ, n. 803 - † 871)
- Al-Qalqashandi, storico e matematico egiziano (Qalqashanda, n. 1355 - Il Cairo, † 1418)

## Sultani(42)
- Abu Thabit 'Amir, sultano (n. 1284 - Tangeri, † 1308)
- Yusuf I, sultano arabo (Granada, n. 1318 - Granada, † 1354)
- Abu Yusuf Ya'qub al-Mansur, sultano berbero (n. 1160 - Marrakech, † 1199)
- Abu 'Inan Faris, sultano berbero (n. 1329 - Fāṣ, † 1358)
- Khumarawayh ibn Ahmad ibn Tulun, sultano turco (Samarra, n. 864 - Il Cairo, † 896)
- Abu l-Hasan 'Ali ibn 'Uthman, sultano marocchino (Fès - Alto Atlante, † 1351)
- Abu Yahya ibn Abd al-Haqq, sultano († 1258)
- Abu Sa'id Uthman II, sultano berbero (n. 1276 - † 1331)
- Abu al-Rabi' Sulayman, sultano berbero (n. 1289 - † 1310)
- Muhammad II al-Faqih, sultano (Granada, † 1302)
- Muhammad III di Granada, sultano (Granada, n. 1257 - Alhambra, † 1314)
- Abu l-Juyush Nasr, sultano (Granada, n. 1287 - Guadix, † 1322)
- Ismaʿil I di Granada, sultano (n. 1279 - Alhambra, † 1325)
- Ismaʿil II di Granada, sultano (Alhambra, n. 1338 - Alhambra, † 1360)
- Muhammad VII di Granada, sultano (n. 1370 - † 1408)
- Yusuf III di Granada, sultano (n. 1376 - † 1417)
- Muhammad VIII di Granada, sultano (n. 1411 - † 1431)
- Muhammad IX di Granada, sultano (n. 1396 - † 1453)
- Yusuf IV di Granada, sultano († 1432)
- Muhammad X di Granada, sultano (n. 1415 - † 1454)
- Yusuf V di Granada, sultano († 1463)
- Abu Nasr Saʿd, sultano († 1465)
- Abd Allah al-Ghalib, sultano marocchino (n. 1517 - † 1574)
- Abu Abd Allah Muhammad II al-Mutawakkil, sultano marocchino (Ksar El Kebir, † 1578)
- Muhammad al-Shaykh, sultano marocchino (n. 1490 - † 1557)
- Tuman Bay II, sultano egiziano († 1517)
- Abu Marwan Abd al-Malik I, sultano marocchino (Ksar El Kebir, † 1578)
- Abu Muhammad Abd al-Haqq II, sultano berbero (n. 1420 - Fès, † 1465)
- Abu Faris Abd Allah, sultano marocchino (Fès, † 1613)
- Ahmad al-Araj, sultano marocchino (n. 1486 - Marrakech, † 1557)
- Abu Sa'id Uthman III, sultano marocchino († 1421)
- Abu Zayyan Muhammad II, sultano marocchino (Fès, † 1366)
- Abu Sa'id Uthman II, sultano († 1352)
- Abu l-Aysh Ahmad, sultano († 959)
- Abu Zakariyya Yahya, sultano (n. 1203 - † 1249)
- Sharif ibn Ali, sultano marocchino (n. 1589 - † 1659)
- Abu Yusuf Ya'qub ibn 'Abd al-Haqq, sultano marocchino (Fès - Algeciras, † 1286)
- Abu Ya'qub Yusuf al-Nasr, sultano marocchino (al-Mansura, † 1307)
- Muhammad al-Burtuqali, sultano marocchino (n. 1464 - † 1526)
- Muhammad al-Shaykh al-Wattasi, sultano marocchino († 1504)
- Ahmad al-Wattasi, sultano marocchino († 1549)
- Ali Abu Hassun, sultano marocchino (Kasba Tadla, † 1554)

## Teologi(11)
- Abū Ḥanīfa al-Nuʿmān, teologo, giurista e imam arabo (Kufa, n. 699 - Baghdad, † 767)
- Abu Ya'la, teologo e giurista arabo (Baghdad, n. 990 - † 1066)
- Abu 'Abd al-Rahman al-Sulami, teologo e mistico arabo (Nishapur - Nishapur, † 1021)
- Muhammad ibn Ya'qub al-Kulayni, teologo e giurista persiano (Qom, n. 864 - † 941)
- Abū Yūsuf, teologo e giurista arabo (Kufa - Baghdad, † 798)
- Abu al-Hasan al-Ash'ari, teologo e filosofo arabo (Bassora, n. 874 - Hamadan, † 936)
- Al-Ghazali, teologo, filosofo e mistico persiano (Tus, n. 1058 - Tus, † 1111)
- Abu Ishaq al-Isfarayini, teologo persiano (Isfarāyīn, n. 949 - † 1027)
- Abū Sulaymān al-Sijistānī, teologo e filosofo persiano (Sistan)
- Al-Shaykh al-Mufid, teologo arabo ('Ukbara, n. 948 - † 1022)
- Zamakhshari, teologo e filosofo persiano (Zamakshar, n. 1074 - † 1144)

## Terroristi(5)
- Abu Faraj al-Libi, terrorista libico
- Abu Ahmad al-Kuwayti, terrorista e militare pakistano (Kuwait, n. 1978 - Abbottabad, † 2011)
- Abū ʿUbayda al-Banshīrī, terrorista egiziano (Il Cairo, n. 1950 - Lago Vittoria, † 1996)
- Abu Ayyub al-Masri, terrorista egiziano (Sohag, n. 1968 - Tikrit, † 2010)
- Abu Musab al-Zarqawi, terrorista e militare giordano (Zarqa, n. 1966 - Hibhib, † 2006)

## Traduttori(1)
- Ishaq ibn Hunayn, traduttore e matematico arabo (Baghdad, n. 830 - Baghdad, † 910)